# Лічилка

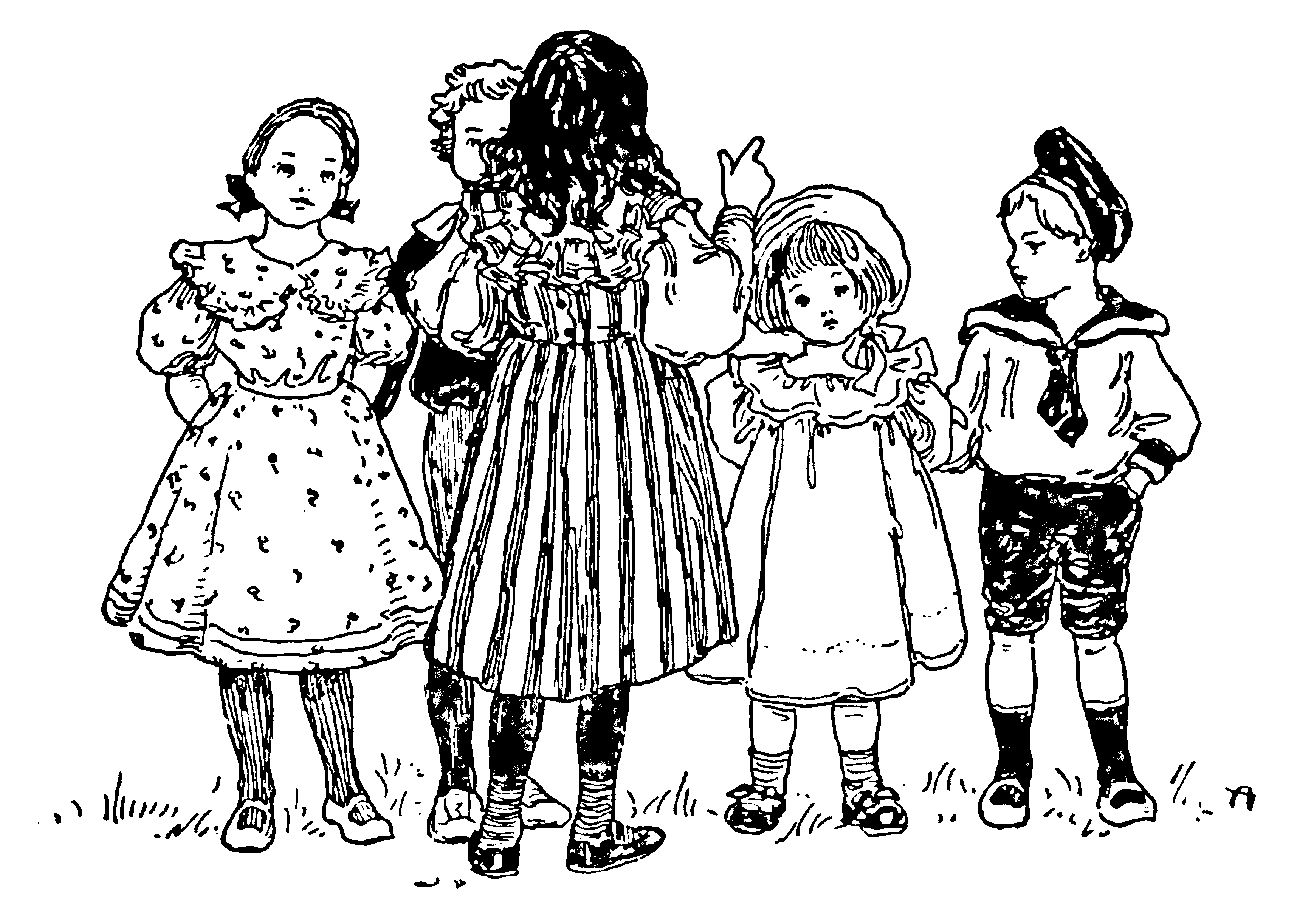
Ілюстрація з книжки дитячих віршів (1901), зображує відому англійську лічилку «Eeny, meeny, miny, moe»

Лічи́лка — невеликий віршований твір, зазвичай дитячий, яким визначають роль і місце в колективній грі кожного учасника. Належить додитячого фольклору, створеного дітьми. Живий фольклорний жанр, який передається усно та зберігається в колективній пам'яті народу, переважно дітей.
Лічилки, призначені для гри в піжмурки, називають жмурилками.

## Тлумачення терміну
Назва походить від самої функції перерахування учасників гри. Крім того, у лічилках зазвичай наявні числівники. У творах слов'янських народів це характерна спільна ознака: «Раз, два, три, чотири, п'ять — я іду шукать».

## Особливості
Найчастіше лічилка — це римований текст із гумористичним змістом, у якому перераховують предмети, явища тощо. Саме перерахування може бути прихованим: «Еники-беники їли вареники...». Інколи лічби досягають завдяки переінакшенню числівників і лексичним запозиченням: «Ене, бене, рес...». У лічилках переважно немає чіткого змісту, слова дібрані вільно, сюжет деформований. 
Є різновид лічилок, у яких деформовані, або й узагалі вигадані всі слова. Нагромадження беззмістовних складів у таких текстах створює ритмомелодійний ряд і слугує лише для того, виконати основну функцію лічилки — порахувати.

| Ене, бене, реч, Вінтер, вінтер, теч, Ене, бене, раба, Вінтер, вінтер, жаба. |
|                                                                             |

Зазвичай твір складається з 5—10 рядків (іноді й більше). 
Переважно лічилку скандують, зберігаючи чіткий ритм. Також текст можуть наспівувати, якщо вона супроводжує гру. 
Промовляння лічилок зазвичай відбувається з рухами, найчастіше — ритмічними рухами пальцем. Ним показують на кожного гравця, подекуди торкаючись кожного по черзі. Останній склад тексту супроводжується дотиком або зоровим контактом, що підтверджує вибір гравця.
Закінчується текст лічилок переважно запитанням чи вказівкою, завданням тощо.

| Тікав заєць через міст. Довгі вуха, куций хвіст, А ти далі не тікай, рахувати починай, раз, два, три — вийди ти. |
| |

## Види
За формою лічилки поділяють на такі види.
- Власне лічилки (використовують для рахунку).
- Лічилки-каламбури (які мають незрозумілі слова).
- Лічилки-замінники віршів (не містять ні чисел, ні дивних слів).

За призначенням лічилки бувають:
- лічилки-задачі;
- лічилки для вибору ведучого;
- лічилки для вибору учасників гри.

За видами лічилки поділяють на такі категорії.
- Лічилки-числовики (або лічилки з цифрами). Вони містять лічильні слова та числівники (чи еквіваленти). В основі — рахунок.
- Заумні лічилки. Наявні звукосполучення без жодного сенсу.
- Лічилки-жеребкування. Найбільш різноманітний різновид. Допомагають розподілитися на команди.

## Дидактичне значення
Лічилки активно застосовують на уроках у школі. Жанр виконує пізнавальну функцію, а також прищеплює дітям поняття справедливості. На дидактичному та виховному значенні лічилок зазначав український педагог М. Стельмах.
|                    | Застосування лічилок є стимулом для розгортання словесної творчості дітей, розкриття лінгвістичних здібностей і мовних обдаровань. |
| — Михайло Стельмах | |

## Походження
У давні часи завдяки примітивним жеребкуванням люди визначали, хто мав виконувати важку фізичну роботу або іти на полювання, наражаючи себе на небезпеку. Крім того, вважають, що лічилки пов'язані з магією, метою якої є принесення удачі на полюванні. 
Жанр відображає давнє вірування в магію чисел і походить із ритуально-побутової практики дорослих. Праоснова лічилок — обрядові магічні закликання, пов'язані з ворожінням на числах («Обре, обре, заховайся добре»), жеребкуванням, табу. Тому деякі лічилки за звуковою та синтаксичною будовою схожі на заклинання.

| Сітка, вітка дуб, дубки — поставали козаки, Шабельками брязь — вийди, князь. Ігдики, цигдики, цигдики де, Абель, фабель, дурмане, Ікі, тікі, граматікі, Оц, клац заєць. |
| |

У деяких лічилках збереглися мотиви обрядів ворожіння голкою.

| Голочка, ниточка Стакан води, Першим вийдеш, Напевно, ти! |
|                                                           |

## Фольклорна спадщина в Україні
Відомо, що збирання лічилок, і дитячого фольклору зокрема, на території України проводили вже в ХVІІІ—ХІХ ст.

## Застосування у літературі
Мотиви лічилок зазвичай використовують у дитячій літературі (Г. Бойко, Тамара Коломієць, В. Лучук, О. Орач, Н. Забіла та ін.) 
Практику жанру перейняли представники авангарду, зокрема футуристи.

## Приклади лічилок
| Котилася торба З високого горба, А в тій торбі Хліб-паляниця, З ким хочеш, З тим поділися. |
|                                                                                            |

| Еники, беники, їли вареники, Еники, беники, кльоц, Вийшов кульгавий матрос. |
|                                                                             |

| Покололо, покотило, По дорозі волочило, Сонце, місяць і зірки, На кілочку вийдеш ти. |
|                                                                                      |